# Diocesi di Lapua
La diocesi di Lapua (in finlandese Lapuan hiippakunta e in svedese Lappo stift) è una diocesi della chiesa evangelica luterana della Finlandia presieduta dal vescovo di Lapua, che risiede nella cattedrale di Lapua.
La diocesi è stata istituita nel 1956 staccandola dall’arcidiocesi di Turku. Il suo territorio si estende in 5 province della Finlandia centrale. La diocesi conta circa 450.000 membri. Le più grandi parrocchie all'interno della diocesi sono le chiese di Jyväskylä, Vaasa e Seinäjoki. L'attuale vescovo di Lapua è Matti Salomäki.

## Cronotassi dei vescovi
- Eero Lehtinen 1956–1974
- Yrjö Sariola 1974–1995
- Jorma Laulaja 1995–2004
- Simo Peura 2004–2022
- Matti Salomäki 2022-in carica